# Alitalia Express

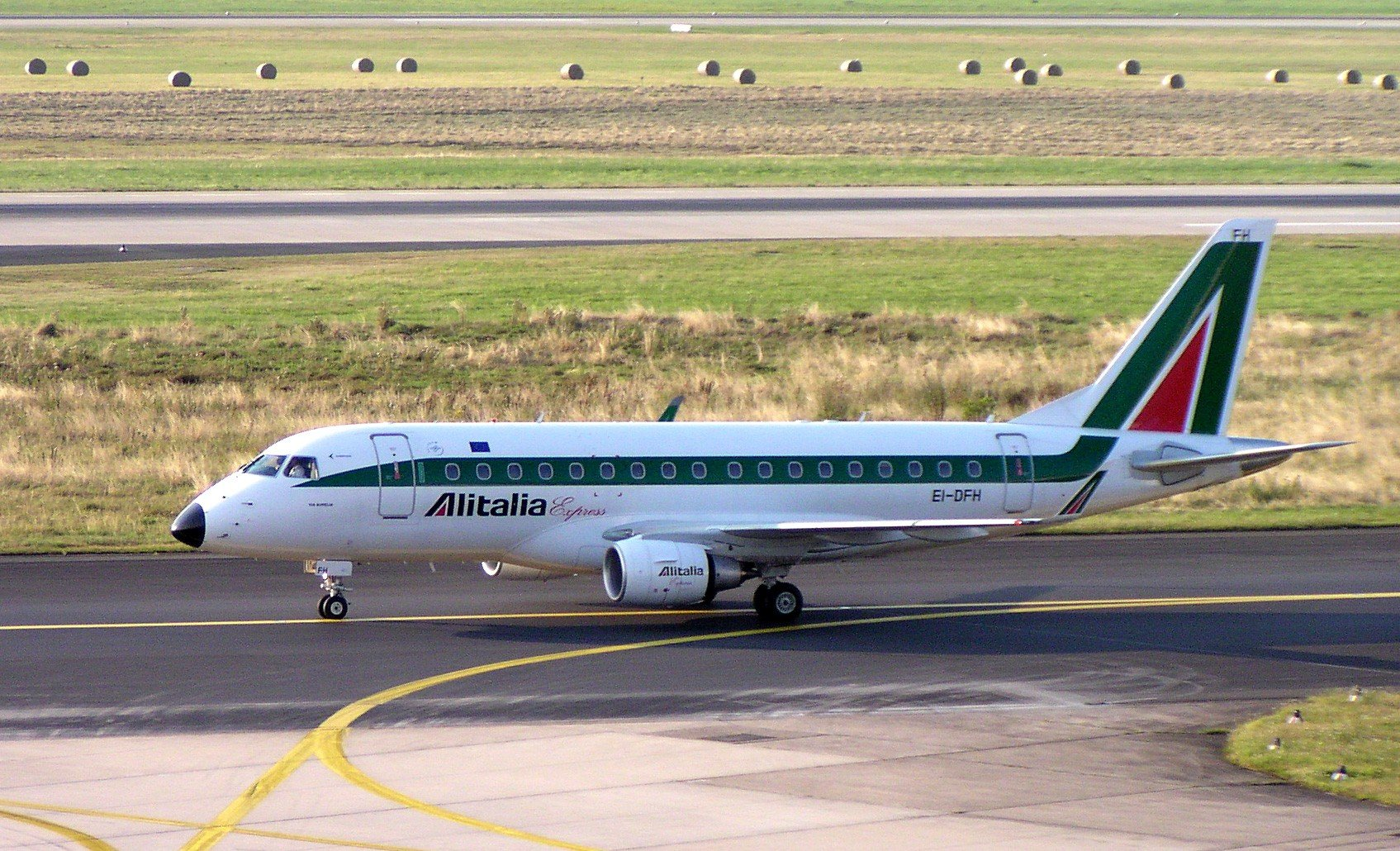
Embraer E170-100LR авіакомпанії Alitalia Express на рулюванні в міжнародному аеропорту Дюссельдорфа, 2008

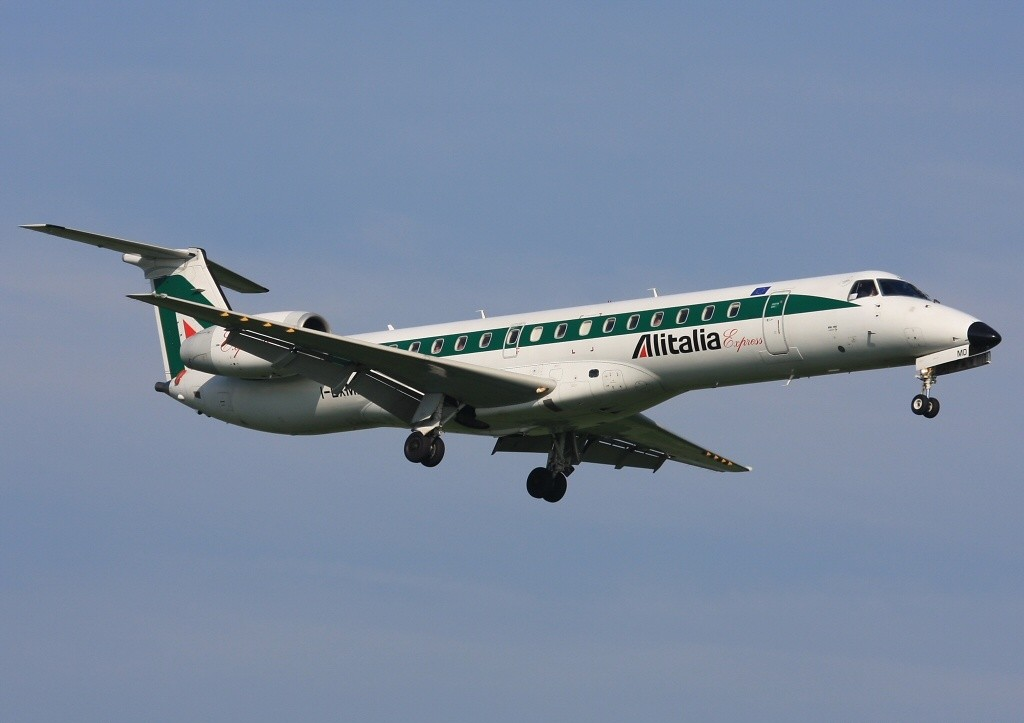
Embraer EMB-145LR авіакомпанії Alitalia Express (I-EXMD) в празькому аеропорту Рузине

Alitalia Express S. p.A., діяла як Alitalia Express, — колишня регіональна авіакомпанія Італії зі штаб-квартирою в Римі, повністю належала флагманському перевізнику Alitalia. Компанія здійснювала регулярні та чартерні пасажирські та вантажні авіаперевезення під торговою маркою Alitalia.
Портом приписки і головним транзитним вузлом (хабом) був аеропорт Лінате.
Після об'єднання авіакомпаній Alitalia і Air One регіональний перевізник формально був розформований і спільно з Alitalia CityLiner реорганізовано в дочірнє підрозділ консорціуму Compagnia Aerea Italiana (CAI). В даний час продовжує працювати від імені флагманської авіакомпанії, але належить консорціуму CAI, в якому контрольний пакет акцій знаходиться у Alitalia.

## Історія
Авіакомпанія Alitalia Express була утворена в 1997 на базі розформованого перевізника Avianova і почала операційну діяльність 1 жовтня того ж року. До 2007 року штатна чисельність компанії становила 710 співробітників.
У березні 2003 повідомлялося про те, що Alitalia планує придбати іншу італійську авіакомпанію Minerva Airlines, яка на той момент тимчасово призупинила польоти своїх суден, з подальшою передачею парку турбогвинтових літаків регіонала під управління Alitalia Express. В силу ряду причин поглинання перевізника не відбулося. У вересні 2004 року керівництво Alitalia оголосила про намір придбати 12 реактивних лайнерів Embraer E-170 для своєї регіональної авіакомпанії, проте ці плани не були реалізовані.

## Флот
У вересні 2011 флот колишньої авіакомпанії Alitalia Express, що працює як дочірнє підприємство консорціуму Compagnia Aerea Italiana, складали такі літаки:
Станом на 20 травня 2010 року середній вік літаків авіакомпанії Alitalia Express становив 5,9 років.